# William H. King
William H. King (Fillmore, 1863. június 3. – Salt Lake City, 1949. november 27.) az Amerikai Egyesült Államok szenátora (Utah, 1917–1941).